# TripleS
 (juillet 2024).
La mise en forme du texte ne suit pas les recommandations de Wikipédia : il faut le « wikifier ».
Les points d'amélioration suivants sont les cas les plus fréquents. Le détail des points à revoir est peut-être précisé sur la page de discussion.
- Les titres sont pré-formatés par le logiciel. Ils ne sont ni en capitales, ni en gras.
- Le texte ne doit pas être écrit en capitales (les noms de famille non plus), ni en gras, ni en italique, ni en « petit »…
- Le gras n'est utilisé que pour surligner le titre de l'article dans l'introduction, une seule fois.
- L'italique est rarement utilisé : mots en langue étrangère, titres d'œuvres, noms de bateaux, etc.
- Les citations ne sont pas en italique mais en corps de texte normal. Elles sont entourées par des guillemets français : « et ».
- Les listes à puces sont à éviter, des paragraphes rédigés étant largement préférés. Les tableaux sont à réserver à la présentation de données structurées (résultats, etc.).
- Les appels de note de bas de page (petits chiffres en exposant, introduits par l'outil «  Source ») sont à placer entre la fin de phrase et le point final[comme ça].
- Les liens internes (vers d'autres articles de Wikipédia) sont à choisir avec parcimonie. Créez des liens vers des articles approfondissant le sujet. Les termes génériques sans rapport avec le sujet sont à éviter, ainsi que les répétitions de liens vers un même terme.
- Les liens externes sont à placer uniquement dans une section « Liens externes », à la fin de l'article. Ces liens sont à choisir avec parcimonie suivant les règles définies. Si un lien sert de source à l'article, son insertion dans le texte est à faire par les notes de bas de page.
- La présentation des références doit suivre les conventions bibliographiques. Il est recommandé d'utiliser les modèles {{Ouvrage}}, {{Chapitre}}, {{Article}}, {{Lien web}} et/ou {{Bibliographie}}. Le mode d'édition visuel peut mettre en forme automatiquement les références.
- Insérer une infobox (cadre d'informations à droite) n'est pas obligatoire pour parachever la mise en page.

Pour une aide détaillée, merci de consulter Aide:Wikification.
Si vous pensez que ces points ont été résolus, vous pouvez retirer ce bandeau et améliorer la mise en forme d'un autre article.
TripleS (stylisé tripleS, coréen : 트리플에스 ; RR : Teulipeul-eseu ; japonais : トリプルS) est un girl group sud-coréen formé par MODHAUS. Le groupe a été présenté au public via un projet de pré-début en mai 2022. Chacune des 24 membres est révélée périodiquement pendant 2 ans, de SeoYeon le 1er mai 2022 à JiYeon le 4 avril 2024.

## Concept
Le nom « tripleS » signifie « L'idole de toutes les possibilités », les trois lettres S du logo signifient « Social Sonyo Seoul ».
TripleS prévoit d'être le premier groupe à combiner les mondes de la NFT et de la K-pop. Les membres alterneront entre les activités de groupe, de sous-unité et de solo, selon le choix des fans qui peuvent participer et communiquer avec le groupe, par exemple en décidant des sous-unités et du contenu via les NFT sur l'application COSMO du label. Le concept du groupe est comme suit : à travers la « Dimension », les filles de tripleS unissent leurs forces et montrent toutes leurs capacités. Les « Dimensions » sont recréées chaque saison avec de nouveaux concepts, sous-unités et activités en solo.

## Histoire

### Activités Pré-début
Avant de rejoindre MODHAUS, de nombreux membres étaient déjà impliqués dans l'industrie du divertissement. Jeong Hye-rin est une ancienne enfant-actrice de Kids Planet, faisant ses débuts d'actrice dans la web-série Between Us en 2018. Elle est également apparue dans une publicité pour des manuels scolaires japonais. Jeong Hye-rin et Kim Na-kyoung sont d'anciennes stagiaires de Pnation. Auparavant Soo-min avait auditionné chez Pnation et Jellyfish Entertainment. Kaede était une ancienne enfant-mannequin, elle fait exclusivité du magazine japonais Nico☆Puchi jusqu'en 2019. Après son départ, Kaede est devenue mannequin pour les marques de vêtements Lindiha et LIZLISA.
Kim Chae-yeon est une ancienne membre de Busters et CutieL ainsi qu'une actrice et animatrice pour les émissions télévisées pour enfant Cooking Class, Tok! Toc! Boni Hani, et Quiz Monster. Kim Na-kyoung, la sœur cadette de Bibi, est apparue dans le dernier épisode de l'émission de compétition SBS The Fan.
Lee Ji-woo et Kim Yoo-yeon étaient concurrentes de l'émission de survie de MBC My Teenage Girl. Lee Ji-woo fait ses débuts d'actrice dans le web drama I:LOVE:DM et devient également l'actrice principale des bandes annonces pour My Teenage Girl. Ji-woo est éliminée au sixième tour en se classant 18e, tandis que Yoo-yeon est éliminée lors du dernier épisode en se positionnant 8e au classement. Gong Yu-bin a été l'une des candidates dans l'émission de cuisine pour enfant I am Chef sur TV Chosun, elle atteint le Top 3 final.
Kotone, Nien, et Xinyu étaient concurrentes dans l'émission de Mnet Girls Planet 999, Kotone et Xinyu sont éliminés dans le 11e épisode avec Kotone classé P24 et J09, Xinyu classé P22 et C07, et enfin, Nien s'est faite éliminé dans le 8e épisode classé C15.
Kim Chae-won était une participante de l'émission de SBS Universe Ticket, et s'est faite éliminer lors de la première manche se classant 70e.

### 2022:Acid Angel from Asia
Le 18 février 2022, MODHAUS annonce le lancement du premier « groupe de filles avec des fans qui participent » au monde et que le groupe devait commencer à se révéler au cours du premier semestre de cette même année. Le groupe est dirigé par le PDG Jeong Jaden, qui a travaillé avec des sociétés comme JYP Entertainment, Woollim Entertainment, Sony Music Korea et Blockberry Creative. Les premières membres de tripleS ont été révélées toutes les deux semaines entre les mois de mai et septembre 2022 (dans l'ordre des révélations): Yoon Seo-yeon, Jeong Hye-rin, Lee Ji-woo, Kim Chae-yeon, Kim Yoo-yeon, Kim Soo-min, Kim Na-kyoung, et Gong Yu-bin.
Le 12 juillet, il est annoncé que tripleS collaborera avec GS25. GS25 vend des produits en collaboration avec tripleS et des photocards dématérialisées au cours du second semestre 2022. Le 8 août 2022, tripleS partage son application mobile officielle Cosmo, ainsi que son premier lot de cartes photo digitales qui sont transformées en un jeton NFT afin de voter lors d'événements sur l'application,. Le 16 septembre 2022, il est annoncé que tripleS commencerait à se préparer pour les premières activités en sous-unités, les deux sous-unités comprennent: Acid Angel from Asia (AAA) et +(KR)ystal Eyes. Les fans ont pu répartir les membres des sous-unités lors du premier Grand Gravity. La sous-unité AAA fait ses premières activités en octobre et a fait ses débuts officiels le 28 octobre 2022.
Le deuxième ensemble de membres est révélé toutes les deux semaines à partir de novembre 2022 (dans l'ordre) : Yamada Kaede, Seo Da-hyun. En novembre, le groupe tripleS a annoncé qu'il lancerait une unité de 10 membres au début de l'année 2023. Les fans ont pu voter pour la chanson principale, entre 8 chansons, entre le 1er décembre 2022 et le 8 décembre 2022.

### 2023:+(KR)ystal Eyes,Assemble,LOVElution,EVOLutionetNXT
Un troisième ensemble de membres est révélé en début d'année (dans l'ordre) : Kamimoto Kotone, Kwak Yeon-ji et Hsu Nien Tzu.
Le 13 février, les 10 premières membres de tripleS sortent leur EPAssemble, avec comme chanson principale Rising.
Le 17 mars, il est confirmé que la sous unité +(KR)ystal Eyes fera ses débuts lors de la première semaine de mai. Le 14 avril, Park So-hyun est annoncée dans le groupe en tant que 14e membre et révèle son implication dans la production de l'album AESTHETIC notamment dans les arrangements de la chanson DejaVu. Une semaine après, un second Grand Gravity est organisé pour répartir les membres dans les deux prochaines sous-unités, LOVElution et EVOLution.
Le 1er juin, un emploi du temps pour la sortie du premier album Cherry Gene de la sous-unité ACID EYES est annoncé. Le 19 juillet, Modhaus annonce sur Discord l'annulation du plan de vente de l'album Cherry Gene à la période prévue. Les albums produits seront distribués aux fans, en cadeau, lors de fansigns et autres évènements[source secondaire souhaitée].
Le 17 août, la sous-unité LOVElution sort son mini-album Muhan avec comme chanson principale Girls' Capitalism. Le 11 octobre c'est au tour de la sous-unité EVOLution de sortir son mini-album Mujuk avec comme chanson principale Invincible.
Le 1er décembre, une nouvelle sous-unité axée sur le chant et le genre ballade, nommée Aria, est annoncée. Son nom, ainsi que sa composition, ont été choisis par les fans à travers un gravity parmi sept combinaisons de membres. La formation gagnante regroupe DaHyun, Nien, ChaeYeon, JiWoo et Kaede.
Le 19 décembre, la septième sous-unité de tripleS, NXT, est annoncée. Son objectif est de révéler quatre nouveaux membres à partir du 21 décembre : Lynn, JooBin, HaYeon, ShiOn. Le 23 décembre, NXT fait ses débuts avec le single Just Do It.

### 2024:Aria,Assemble24,Glow,VVet début japonais
Le single album d'Aria, Structure of Sadness, sort le 15 janvier 2024puis un nouvel album, Assemble24, est annoncée lors de la tournée tripleS Authentic in Seoul, le 3 et 4 février 2024. Il sera composé des 24 membres de tripleS avec les quatre dernières membres, révélées le 4 avril 2024, via la sous-unité Glow : Kim Chae-won, Sullin, Seo-ah et Ji-yeon.
Le 8 mai, tripleS fait son début en tant que groupe complet à 24 membres avec le premier album studio intitulé "Assemble24". L'album contient dix morceaux dont la chanson principale "Girls Never Die" avec laquelle le groupe a remporté sa première victoire dans l'émission The Show.
Le 13 juin, deux nouvelles sous-unités ont été annoncées. La première, Visionary Vision, également appelée VV, est axée sur la danse et comptera 12 membres. Parmi elles, Yubin et Lynn ont déjà été sélectionnées par MODHAUS, tandis que les autres seront choisis par les votes des fans. La seconde sous-unité annoncée est une sous-unité japonaise, qui sera déterminée après le Grand Gravity de VV. Plus tard dans la journée, il est annoncé que la septième sous-unité de tripleS, Glow, ferait ses débuts avec un single le 21 juin.
Le 2 juillet, il est annoncé que le groupe sortira une chanson intitulée "###" (se prononce "Hash") le 20 juillet pour leur pré-début dans l'industrie musicale japonaise. Les 24 membres ont participé à l'enregistrement malgré le fait que la sous-unité prévu pour les promotions japonaises n'en contient que 8.
Le 28 août, la sélection des membres pour rejoindre la première sous-unité japonaise, s'est terminée. Cette sélection était divisée en trois parties et a duré un mois, du 18 juillet au 28 août, date à laquelle les deux derniers membres, choisis par les fans à travers un vote, ont été désignés. Cette sous-unité est consacrée aux promotions du groupe au Japon et est la première à bénéficier d'une période de promotion prolongée jusqu'en 2025, où un nouveau vote aura lieu pour décider de la nouvelle sous-unité japonaise qui la remplacera. Cette première sous-unité, Hatchi (∞!), débutera le 20 novembre avec le single album Untitled.
Le 1er octobre, après une série de photos individuelles teasers, il est annoncé que VV débutera avec le single Hit The Floor le 23 octobre. Le lendemain, les précommandes pour l'album de la sous-unité ont débuté.

### 2025 - présent:Assemble25,EP japonais et tournée mondiale
Du 24 janvier au 1er février 2025, un nouveau Grand Gravity a eu lieu pour pour déterminer le single principal et un B-side du prochain album Assemble25, en formation complète. La title track retenue est Are You Alive (anciennement connu sous le nom Stranger Things), tandis que Diablo sera garanti en tant que B-side sur l’album. Assemble25 sort le 12 mai.
Le 2 juillet, une nouvelle sous-unité est annoncée : Alphie, qui réalisera le tout prochain world tour du groupe. Dans le même temps, un nouveau Gravity est lancé afin de choisir un nouveau son à performer pendant la tournée, parmi quatre morceaux non sélectionnés lors des trois Grand Gravity précédents[réf. souhaitée].
Le 19 juillet, le retour de la sous-unité japonaise du groupe Hatchi! est annoncé avec la sortie d’un mini-album prévue pour le 1er octobre. Il s'agit de la toute première fois qu’une sous-unité du groupe effectue un retour.

## Partenariats commerciaux
Le 12 juillet 2022, tripleS devient le nouveau sponsor du commerce GS25. Le 24 novembre 2022, tripleS s'allie à The Sandbox, un jeu de blockchain du monde virtuel, dans le but de créer un hub social pour l'engagement des fans et pour organiser divers événements dans le métavers ; ils sortiront des NFT liés à tripleS, des accessoires portables virtuel et des objets à collecter numériquement sur le jeu.

## Membres
| Nom de scène | Nom de scène | Nom de naissance | Nom de naissance     | Nationalité            | Date de naissance | Numéro S (ordre d'arrivée) |
| Romanisé     | Coréen       | Romanisé         | Cor./jap./chi./thaï. | Nationalité            | Date de naissance | Numéro S (ordre d'arrivée) |
| ------------ | ------------ | ---------------- | -------------------- | ---------------------- | ----------------- | -------------------------- |
| SeoYeon      | 서연         | Yoon SeoYeon     | 윤서연               | Sud-coréenne           | 6 août 2003       | S1 (1er mai 2022)          |
| HyeRin       | 혜린         | Jeong HyeRin     | 정혜린               | Sud-coréenne           | 12 avril 2007     | S2 (17 mai 2022)           |
| JiWoo        | 지우         | Lee JiWoo        | 이지우               | Sud-coréenne           | 24 octobre 2005   | S3 (1er juin 2022)         |
| ChaeYeon     | 채연         | Kim ChaeYeon     | 김채연               | Sud-coréenne           | 4 décembre 2004   | S4 (22 juin 2022)          |
| YooYeon      | 유연         | Kim YooYeon      | 김유연               | Sud-coréenne           | 9 février 2001    | S5 (15 juillet 2022)       |
| SooMin       | 수민         | Kim SooMin       | 김수민               | Sud-coréenne           | 3 octobre 2007    | S6 (8 août 2022)           |
| NaKyoung     | 나경         | Kim NaKyoung     | 김나경               | Sud-coréenne           | 13 octobre 2002   | S7 (22 août 2022)          |
| YuBin        | 유빈         | Gong YuBin       | 공유빈               | Sud-coréenne           | 3 février 2005    | S8 (9 septembre 2022)      |
| Kaede        | 카에데       | Yamada Kaede     | 山田 楓              | Japonaise              | 20 décembre 2005  | S9 (9 novembre 2022)       |
| DaHyun       | 다현         | Seo DaHyun       | 서다현               | Sud-coréenne           | 8 janvier 2003    | S10 (9 décembre 2022)      |
| Kotone       | 코토네       | Kamimoto Kotone  | 嘉味元 琴音          | Japonaise              | 10 mars 2004      | S11 (2 janvier 2023)       |
| YeonJi       | 연지         | Kwak YeonJi      | 곽연지               | Sud-coréenne           | 8 janvier 2008    | S12 (18 janvier 2023)      |
| Nien         | 니엔         | Hsu Nien Tzu     | 許念慈               | Taïwano / Vietnamienne | 2 juin 2003       | S13 (20 mars 2023)         |
| SoHyun       | 소현         | Park SoHyun      | 박소현               | Sud-coréenne           | 13 octobre 2002   | S14 (14 avril 2023)        |
| Xinyu        | 신위         | Zhōu Xīnyǔ       | 周心语               | Chinoise               | 25 mai 2002       | S15 (2 juillet 2023)       |
| Mayu         | 마유         | Koma Mayu        | 髙麗 真友            | Japonaise              | 12 mai 2002       | S16 (19 juillet 2023)      |
| Lynn         | 린           | Kawakami Lynn    | 川上 凜              | Japonaise              | 12 avril 2006     | S17 (21 décembre 2023)     |
| JooBin       | 주빈         | Joo Bin          | 주빈                 | Sud-coréenne           | 16 janvier 2009   | S18 (22 décembre 2023)     |
| HaYeon       | 하연         | Jeong HaYeon     | 정하연               | Sud-coréenne           | 1er août 2007     | S19 (23 décembre 2023)     |
| ShiOn        | 시온         | Park ShiOn       | 박시온               | Sud-coréenne           | 3 avril 2006      | S20 (24 décembre 2023)     |
| ChaeWon      | 채원         | Kim ChaeWon      | 김채원               | Sud-coréenne           | 2 mai 2007        | S21 (1er avril 2024)       |
| Sullin       | 설린         | Bunraksa Pirada  | พิรดา บุญรักษา          | Thaïlandaise           | 30 novembre 2006  | S22 (2 avril 2024)         |
| SeoAh        | 서아         | Jeong HaeRin     | 정해린               | Sud-coréenne           | 11 juin 2010      | S23 (3 avril 2024)         |
| JiYeon       | 지연         | Ji SeoYeon       | 지서연               | Sud-coréenne           | 13 février 2004   | S24 (4 avril 2024)         |

### Chronologie
La durée des périodes d'inactivité de HyeRin, YooYeon, Kaede, YeonJi et SoHyun n'est pas officiellement précisée. Sur la frise, ces périodes s'arrêtent à la sortie de l'album de la sous-unité Hatchi!, mais cela est susceptible de changer.

### Sous-unités coréennes
| Nom                  | Nom                       | Membres                                                                                             |
| Romanisé             | Coréen                    | Membres                                                                                             |
| -------------------- | ------------------------- | --------------------------------------------------------------------------------------------------- |
| Acid Angel from Asia | 애시드 엔젤 프롬 에이시아 | YooYeon (leader), HyeRin, NaKyoung, YuBin                                                           |
| +(KR)ystal Eyes      | 크리스탈 아이즈           | SeoYeon, JiWoo, ChaeYeon, SooMin                                                                    |
| ACID EYES            | 애시드 아이즈             | SeoYeon, HyeRin, JiWoo, ChaeYeon, YooYeon, SooMin, NaKyoung, YuBin                                  |
| LOVElution           | 러블루션                  | SeoYeon (leader), HyeRin, YuBin, Kaede, DaHyun, Nien, SoHyun, Xinyu                                 |
| EVOLution            | 에볼루션                  | YooYeon (leader), JiWoo (sub-leader), ChaeYeon, SooMin, NaKyoung, Kotone, YeonJi, Mayu              |
| NXT                  | 넥스트                    | Lynn, JooBin, HaYeon, ShiOn                                                                         |
| Aria                 | 아리아                    | DaHyun (leader), JiWoo, ChaeYeon, Kaede, Nien                                                       |
| Glow                 | 글로우                    | ChaeWon, Sullin, SeoAh, JiYeon                                                                      |
| Vision@ry Vision     | 비저너리 비전             | HyeRin (leader), YooYeon, NaKyoung, YuBin, Kaede, Kotone, YeonJi, Nien, SoHyun, Xinyu, Lynn, JiYeon |
| Alphie               | 알피                      | YooYeon, Kotone, Nien, Lynn, HaYeon, ShiOn, ChaeWon, JiYeon                                         |

### Sous-unité japonaise
| Nom     | Nom      | Nom      | Membres                                                                 |
| Stylisé | Romanisé | Japonais | Membres                                                                 |
| ------- | -------- | -------- | ----------------------------------------------------------------------- |
| ∞!      | Hatchi!  | ハッチ   | Mayu (leader), JiWoo, ChaeYeon, YooYeon, SooMin, Kotone, ShiOn, ChaeWon |

## Discographie

### Albums studio
| Titre            | Détails                                                           | Meilleures positions | Ventes                  |
| Titre            | Détails                                                           | COR                  | Ventes                  |
| tripleS          | tripleS                                                           | tripleS              | tripleS                 |
| ---------------- | ----------------------------------------------------------------- | -------------------- | ----------------------- |
| Assemble24       | - Sortie : 8 mai 2024 - Label : ModHaus, Kakao Entertainment      | 3                    | - COR : plus de 211 000 |
| Assemble25       | - Sortie : 12 mai 2025 - Label : ModHaus, Kakao Entertainment     | 3                    | - COR : plus de 404 000 |
| Vision@ry Vision |                                                                   |                      |                         |
| Performante      | - Sortie : 23 octobre 2024 - Label : ModHaus, Kakao Entertainment | 3                    | - COR : plus de 330 000 |

### Mini-albums (EP)

#### EP coréens
| Titre                              | Détails                                                           | Meilleures positions | Ventes                 |
| Titre                              | Détails                                                           | COR                  | Ventes                 |
| Acid Angel from Asia               | Acid Angel from Asia                                              | Acid Angel from Asia | Acid Angel from Asia   |
| ---------------------------------- | ----------------------------------------------------------------- | -------------------- | ---------------------- |
| Access                             | - Sortie : 28 octobre 2022 - Label : ModHaus, Kakao Entertainment | 9                    | - COR : plus de 32 000 |
| tripleS (les 10 premières membres) |                                                                   |                      |                        |
| Assemble                           | - Sortie : 13 février 2023 - Label : ModHaus, Kakao Entertainment | 6                    | - COR : plus de 54 000 |
| +(KR)ystal Eyes                    |                                                                   |                      |                        |
| Aesthetic                          | - Sortie : 4 mai 2023 - Label : ModHaus, Kakao Entertainment      | 8                    | - COR : plus de 55 000 |
| LOVElution                         |                                                                   |                      |                        |
| ↀ (Muhan)                          | - Sortie : 17 août 2023 - Label : ModHaus, Kakao Entertainment    | 14                   | - COR : plus de 36 000 |
| EVOLution                          |                                                                   |                      |                        |
| ⟡ (Mujuk)                          | - Sortie : 11 octobre 2023 - Label : ModHaus, Kakao Entertainment | 12                   | - COR : plus de 35 000 |

#### EP japonais
| Titre              | Détails                                             | Meilleure position | Ventes  |
| Titre              | Détails                                             | JAP                | Ventes  |
| ∞!                 | ∞!                                                  | ∞!                 | ∞!      |
| ------------------ | --------------------------------------------------- | ------------------ | ------- |
| SecretHimitsuBimil | - Sortie : 1er octobre 2025 - Labels : ModHaus, SME | À venir            | À venir |

### Single albums

#### Single albums coréens
| Titre                | Détails                                                           |
| Acid Eyes            | Acid Eyes                                                         |
| -------------------- | ----------------------------------------------------------------- |
| Cherry Gene          | - Sortie : 6 juin 2023 - Label : ModHaus, Kakao Entertainment     |
| Aria                 |                                                                   |
| Structure of Sadness | - Sortie : 15 janvier 2024 - Label : ModHaus, Kakao Entertainment |

#### Single album japonais
| Titre    | Détails                                            |
| ∞!       | ∞!                                                 |
| -------- | -------------------------------------------------- |
| Untitled | - Sortie : 20 novembre 2024 - Label : ModHaus, SME |

### Singles

#### Singles coréens
| Titre                                                            | Année   | Enregistré par                                                                             | Meilleures positions | Meilleures positions | Album                |
| Titre                                                            | Année   | Enregistré par                                                                             | COR                  | NZ Hot               | Album                |
| tripleS                                                          | tripleS | tripleS                                                                                    | tripleS              | tripleS              | tripleS              |
| ---------------------------------------------------------------- | ------- | ------------------------------------------------------------------------------------------ | -------------------- | -------------------- | -------------------- |
| Rising                                                           | 2023    | YooYeon, NaKyoung, DaHyun, SeoYeon, ChaeYeon, YuBin, JiWoo, Kaede, HyeRin et SooMin        | 110                  | —                    | Assemble             |
| Girls Never Die                                                  | 2024    | tripleS                                                                                    | 27                   | —                    | Assemble24           |
| Are You Alive (깨어)                                             | 2025    | tripleS                                                                                    | 130                  | —                    | Assemble25           |
| Acid Angel from Asia                                             |         |                                                                                            |                      |                      |                      |
| Generation                                                       | 2022    | YooYeon, NaKyoung, YuBin et HyeRin                                                         | 194                  | 34                   | Access               |
| +(KR)ystal Eyes                                                  |         |                                                                                            |                      |                      |                      |
| Cherry Talk                                                      | 2023    | SeoYeon, ChaeYeon, JiWoo et SooMin                                                         | —                    | —                    | Aesthetic            |
| Touch+                                                           | 2023    | SeoYeon, ChaeYeon, JiWoo, SooMin et SoHyun                                                 | —                    | —                    | Non issu d'un album  |
| Acid Eyes                                                        |         |                                                                                            |                      |                      |                      |
| Cherry Gene (Baddest mix)                                        | 2023    | SeoYeon, HyeRin, JiWoo, ChaeYeon, YooYeon, SooMin, NaKyoung et YuBin                       | —                    | —                    | Cherry Gene          |
| LOVElution                                                       |         |                                                                                            |                      |                      |                      |
| Girls' Capitalism                                                | 2023    | SeoYeon, HyeRin, YuBin, Kaede, DaHyun, Nien, SoHyun et Xinyu                               | —                    | —                    | ↀ (Muhan)            |
| EVOLution                                                        |         |                                                                                            |                      |                      |                      |
| Invisible                                                        | 2023    | JiWoo, ChaeYeon, YooYeon, SooMin, NaKyoung, Kotone, YeonJi et Mayu                         | —                    | —                    | ⟡ (Mujuk)            |
| NXT                                                              |         |                                                                                            |                      |                      |                      |
| Just Do It                                                       | 2023    | Lynn, JooBin, HaYeon et ShiOn                                                              | —                    | —                    | Non issu d'un album  |
| Aria                                                             |         |                                                                                            |                      |                      |                      |
| Door                                                             | 2024    | JiWoo, ChaeYeon, Kaede, DaHyun et Nien                                                     | —                    | —                    | Structure of Sadness |
| Glow                                                             |         |                                                                                            |                      |                      |                      |
| Inner Dance (내적 댄스)                                          | 2024    | ChaeWon, Sullin, SeoAh et JiYeon                                                           | —                    | —                    | Non issu d'un album  |
| Vision@ry Vision                                                 |         |                                                                                            |                      |                      |                      |
| Hit The Floor                                                    | 2024    | HyeRin, YooYeon, NaKyoung, YuBin, Kaede, Kotone, YeonJi, Nien, SoHyun, Xinyu, Lynn, JiYeon | —                    | —                    | Performante          |
| "—" indique que le single ne s'est pas classé dans cette région. |         |                                                                                            |                      |                      |                      |

#### Singles japonais
| Titre                                                            | Année   | Enregistré par                                                 | Meilleures positions | Album    |
| Titre                                                            | Année   | Enregistré par                                                 | JAP                  | Album    |
| tripleS                                                          | tripleS | tripleS                                                        | tripleS              | tripleS  |
| ---------------------------------------------------------------- | ------- | -------------------------------------------------------------- | -------------------- | -------- |
| ### (Hash)                                                       | 2024    | tripleS                                                        | —                    | Untitled |
| ∞!                                                               |         |                                                                |                      |          |
| Untitled (アンタイトル)                                          | 2024    | JiWoo, ChaeYeon, YooYeon, SooMin, Kotone, Mayu, ShiOn, ChaeWon | —                    | Untitled |
| "—" indique que le single ne s'est pas classé dans cette région. |         |                                                                |                      |          |

## Filmographie

### Web-séries
| Année | Titre                             | Réseau  | Remarques                                                          | Ref.             |
| ----- | --------------------------------- | ------- | ------------------------------------------------------------------ | ---------------- |
| 2022  | Signal                            | YouTube | Vlogs quotidiens                                                   | [ 66 ]           |
| 2022  | Convience Store Honey Association | YouTube | Série promotionnelle GS25                                          | [réf. souhaitée] |
| 2023  | Strong Girl:Badge War             | YouTube | Compétition entre les membres avec des jeux pour gagner des badges | [ 67 ]           |
| 2024  | Girls Never Die:Badge War         | YouTube | Compétition entre les membres avec des jeux pour gagner des badges | [ 68 ]           |
| 2025  | Badge War 3:No Badge No Power     | YouTube | Compétition entre les membres avec des jeux pour gagner des badges | [réf. souhaitée] |

## Tournées
- tripleS 1st World Tour [Authentic] (2023)[note 4]
- tripleS Come True (2025)[note 5]
- tripleS A Live 25 (2025)
- tripleS Alphie Alpha Percent World Tour (2025)[note 6]

## Récompenses et nominations
| Année | Cérémonie                | Catégorie                        | Travail nommé   | Résultat   | Ref.   |
| ----- | ------------------------ | -------------------------------- | --------------- | ---------- | ------ |
| 2022  | Hanteo Music Awards      | Rookie of the Year (Female)      | tripleS         | Lauréat    | [ 71 ] |
| 2023  | Brand of the Year Awards | Rookie Female Idol               | tripleS         | Lauréat    | [ 72 ] |
| 2023  | Mnet Asian Music Awards  | Best New female artist           | tripleS         | Lauréat    | [ 73 ] |
| 2023  | Mnet Asian Music Awards  | Artist of the Year               | tripleS         | Nomination | [ 73 ] |
| 2023  | Mnet Asian Music Awards  | Album the Year                   | Assemble        | Nomination | [ 73 ] |
| 2023  | Asian Pop Music Awards   | Best New Artist (Overseas)       | Assemble        | Nomination | [ 74 ] |
| 2024  | MelOn Music Awards       | 1theK Global Icon                | tripleS         | Lauréat    | [ 75 ] |
| 2024  | Hanteo Music Awards      | Global Rising Star               | tripleS         | Lauréat    | [ 76 ] |
| 2025  | D Awards                 | Best Girl Group Popularity Award | tripleS         | Lauréat    | [ 78 ] |
| 2025  | D Awards                 | Discovery of the Year            | tripleS         | Lauréat    | [ 79 ] |
| 2025  | D Awards                 | Delights Blue Label              | tripleS         | Lauréat    | [ 80 ] |
| 2025  | Korean Music Awards      | Best K-Pop Song                  | Girls Never Die | Nomination | [ 81 ] |
| 2025  | Korean Music Awards      | Best K-Pop Album                 | Assemble24      | Nomination | [ 81 ] |

### Émissions musicales

#### The show
| Année | Date       | Chanson              |
| ----- | ---------- | -------------------- |
| 2024  | 14 mai     | Girls Never Die      |
| 2024  | 5 novembre | Hit The Floor        |
| 2025  | 20 mai     | Are You Alive (깨어) |

#### Show Champion
| Année | Date   | Chanson              |
| ----- | ------ | -------------------- |
| 2025  | 21 mai | Are You Alive (깨어) |

### Traduction
- (en) Cet article est partiellement ou en totalité issu de l’article de Wikipédia en anglais intitulé « TripleS (group) » (voir la liste des auteurs).